# Sandnæs

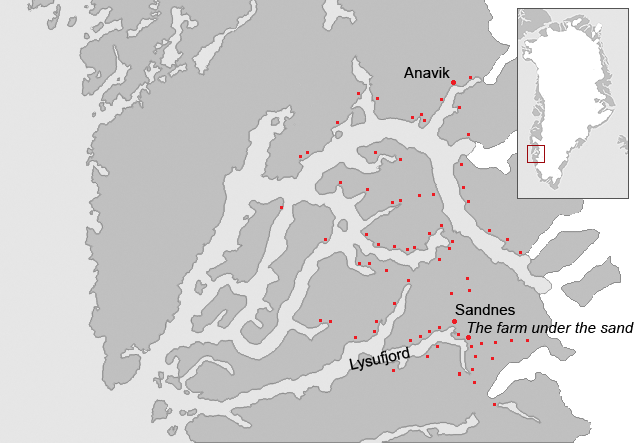
Situation de Sandnæs dans l'Établissement de l'Ouest.

Sandnæs est la plus grande des fermes de l'Établissement de l'Ouest (en vieux norrois : Vestribyggð), un groupe de fermes et de communautés établies par les Vikings islandais vers 985 dans le Groenland médiéval, au fond du fjord de Nuuk.  